# Abominable Putridity
Abominable Putridity  är ett ryskt death metal-band, bildat 2003. Bandet har släppt två fullängdsalbum.

## Medlemmar
Nuvarande medlemmar
- Alexander Kubiashvili – trummor (2003, 2004–), sång (2003)
- Sergey Balayan – gitarr (2009–)
- Matti Way – sång (2011–2016, 2016, 2018–)

Tidigare medlemmar
- Pavel – gitarr (2003–2005)
- Vladimir Palevich – (2004–2007)
- Vad – gitarr (2005–2007)
- Andrey Kuklin – basgitarr (2006–2018)
- Sergey Lyovochkin – gitarr (2006–2009)
- Cameron Argon – sång (2009–2011)
- Anton Zhikharev – basgitarr (2010)

## Diskografi
Demoer
- Promo 2006 (2006)
- Promotional CD 2011 (2011)

Studioalbum
- In the End of Human Existence (2007)
- The Anomalies of Artificial Origin (2012)
- Parasitic Metamorphosis Manifestation (2021)